# 哈迪 (密西西比州)
哈迪（英語：Hardy）是位於美國密西西比州格拉納達縣的非建制地區。

## 歷史
哈迪的郵局於1868年設立，其後於1966年停運。

## 地理
哈迪所處的海拔為高於海平面75米（即246英呎），而該地所採用的時區為UTC-6，即北美中部時區（CST）。同時該地設有夏令時間，為UTC-6調快一小時，即UTC-5（CDT）。